# Henry Neville

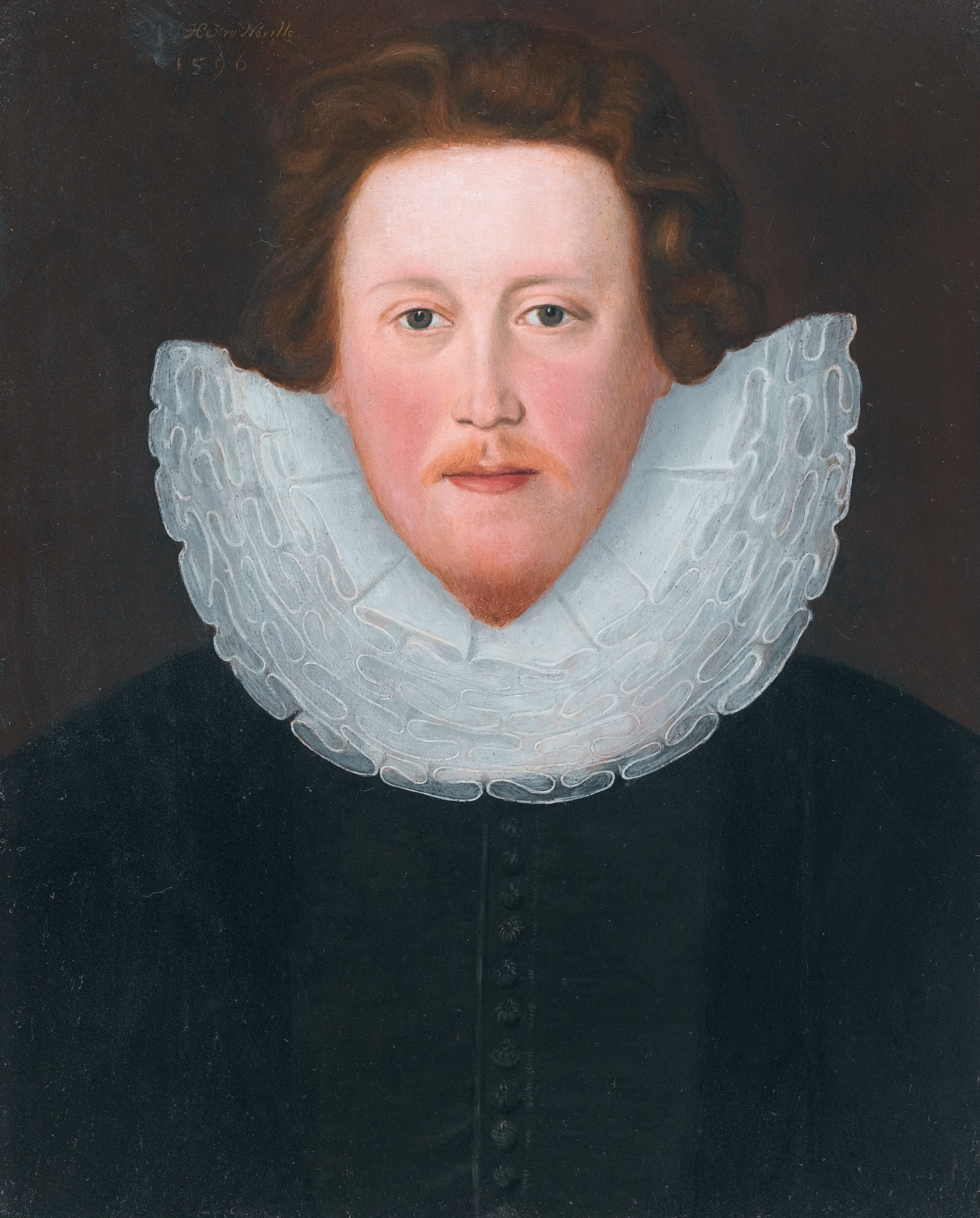
Henry Neville (1564-1615)

Sir Henry Neville (c. 1562 - 10 juli, 1615) was een Engels hoveling, politicus en diplomaat, bekend om zijn rol als ambassadeur in Koninkrijk Frankrijk en zijn onsuccesvolle pogingen om te onderhandelen tussen James I van Engeland en het Engelse Parlement. 
In hun boek The Truth Will Out uit 2005 stelden Brenda James en William Rubinstein dat hij de werkelijke schrijver zou zijn van de werken die gewoonlijk worden toegeschreven aan William Shakespeare. Overigens zijn er al eerder in de geschiedenis speculaties geweest over het schrijverschap van Shakespeare. Academische Shakespeare-onderzoekers beschouwen het hele idee van alternatieve Shakespeare-auteurs echter als een marginale overtuiging en verwerpen ook de Nevillean theory.